# Ховард, Доминик
Доминик Джеймс Ховард (англ. Dominic James Howard; род. 7 декабря 1977, Стокпорт, Англия) — барабанщик британской рок-группы Muse.

## Биография
Доминик родился в Стокпорте, неподалёку от Манчестера. В возрасте 8-9 лет переехал со своей семьёй в Тинмут, небольшой городок Девонской «Ривьеры». В группе он играет только на ударных. Свои упражнения Доминик начал в 11 лет, поражённый игрой джазового коллектива в школе. Он также немного играет на гитаре. Когда Дому было 5 лет, он пробовал играть на синтезаторе своей старшей сестры. Сестра же, которая училась в художественной школе, познакомила Дома с миром искусства, хотя это совсем не было связано с его будущей карьерой. Как он сам говорит в одном из интервью:
— Когда я был маленький, музыка была чем-то, что доносилось из телевизора.
Первая группа Дома, организованная ещё в школьные годы, называлась Carnage Mayhem — в честь одноимённой песни Майкла Джексона. В то же время он познакомился с Мэттом Беллами, который играл на гитаре, но не был ни в какой группе. Вскоре после ухода гитариста из группы Дома, Мэтту представился шанс присоединиться к ним. После двух лет нестабильности в группе остались Дом и Мэтт — позже Мэтт пошутит, что остальные не вынесли общества этих двоих. Затем Беллами и Ховард пригласили в свою группу Криса Уолстенхолма, ударника Fixed Penalty, и он с «великим духом жертвенности» начал играть на басу в их группе.
В начале 1994 года родилась группа Gothic Plague, переименованная сначала в Rocket Baby Dolls, и, наконец, в Muse. Начиная с этого момента для Дома и остальных всё стало серьёзней.
В 2004 году Билл Ховард, отец Дома, пришёл на фестиваль Гластонбери посмотреть выступление группы сына. Этот концерт, как позже его назвал Мэтт Беллами был «лучшим выступлением в нашей жизни». Сразу после окончания их шоу у Билла случился инфаркт, и вскоре он скончался. Из-за этого несчастья Muse оказались на грани распада, но благодаря поддержке семьи и остальных членов группы Дом оправился и музыканты вернулись к прерванному туру.

## Стиль
Дом вдохновляется игрой таких барабанщиков, как Стюарт Коупленд (The Police), Роджер Тейлор (Queen), Бадди Рич, Ник Мейсон (Pink Floyd), Дейв Грол (Nirvana) и многих других.
Можно сказать, что большее влияние на Дома оказал Грол. Его музыкальные вкусы обширны: известна его симпатия к Джими Хендриксу, Pavement, Radiohead, Pink Floyd, Led Zeppelin, Queen, dEUS, The Smashing Pumpkins, Primus, Rage Against the Machine и Nine Inch Nails.
Дом — левша, и его барабанная установка «отражена» в соответствии с его леворукостью.